# Викентьев, Владимир Михайлович
Влади́мир Миха́йлович Вике́нтьев (6 июля 1882, Кострома — 1960, Каир) — русский египтолог.

## Биография
Окончил романо-германское отделение историко-филологического факультета Московского университета (1908—1913) с дипломом 1 степени. С 1915 года работал в Историческом музее имени императора Александра III.
7 июня 1920 года избран товарищем председателя Общества по изучению древних культур Б. А. Тураева (избранного тогда же).
В 1922 году уехал за границу. Преподавал египетскую филологию и древнюю историю Ближнего Востока в Каирском университете.

## Труды
- Викентьев В. М. Древнеегипетская повесть о двух братьях (Культурно-исторические памятники Древнего Востока под общей редакцией проф. Б. А. Тураева. Выпуск IV.) — М., 1917.
- Викентьев В. М. Собрание масонских предметов Российского Исторического Музея — Вып. I. — Синодальная типография, М., 1918.
- Викентьев В. М. Революция в Древнем Египте // Новый Восток, М.,1922 — Книга I. — С. 279—300.
- Викентьев В. М. Пустыня и Нил // Новый Восток, М.,1922 — № 2-й.
- Викентьев В. М. Фараон Тутанхамон и его гробница // Новый Восток, М.,1924 — № 3-й.
- Викентьев В. М. Фараон Тутанхамон и его гробница (письмо второе) // Новый Восток, М.,1924 — Книга 5-я. — С. 266—282.
- La haute crue du Nil et l’averse de l’an 6 du Poi Taharqa; le dieu «Hemen» et son chef-lieu «Hefax». P. 1930.
- Collections of antiquities purchased in Syria and Egypt. P., 1937 (with P. Bobrovsky).
- Voyage vers l’île lointaine: les nouveaux aspects du Conte du Naufragé. Le Caire. 1941.
- La légende des deux frères et la recherche de l’immortalité. Le Caire. 1951.
- Le nom et les titres d’Emheb et de sa mère (suite et fin). Cairo. 1959.
- Vikentiev V. Études d’épigraphie protodynastique // Annales du Service des Antiquités de l'Égypte, Le Caire — Vol. 56 —1959 — P. 1—30.